# Etteilla
Etteilla, pseudónimo de Jean-Baptiste Alliette (1738 – 1791), fue un ocultista francés, el primero en popularizar la adivinación por el Tarot para una amplia audiencia, y en consecuencia el primer tarotista profesional conocido en la historia. 
Nacido en París en 1738, se conoce muy poco sobre su juventud. Estuvo casado durante media década, en la cual trabajó como comerciante de semillas, antes de publicar su primer libro, Etteilla, ou manière de se récréer avec un jeu de cartes ("Etteilla, o la manera de divertirse uno mismo con una baraja de cartas"), en 1770. Empezó a utilizar el nombre Etteilla, que es su apellido escrito del revés. Este primer libro era un discurso sobre el uso de una baraja de cartas común (la baraja de piquet -un antiguo juego de cartas para dos jugadores-, una baraja reducida que se usaba normalmente, además de una carta "Etteilla"). Aproximadamente en esta época, Etteilla se ganaba la vida trabajando como consejero, maestro y autor. 
En 1781 el pastor protestante y ocultista franco-suizo Court de Gébelin publicó en su enorme obra Le Monde primitif (El mundo primitivo) su hipótesis de que el Tarot era en realidad un libro egipcio de sabiduría arcana. Etteilla le respondió con otro libro, Manière de se récréer avec le jeu de cartes nomées Tarots ("Cómo divertirse uno mismo con la baraja de cartas llamada Tarot") que apareció seguidamente, en 1783. Se trata del primer libro de métodos adivinatorios a través del Tarot. Siguió a este libro la publicación de la primera baraja de cartas diseñada específicamente para propósitos ocultistas.
Hacia 1790, interpretó la sabiduría hermética del Libro de Thot egipcio: Cours théorique et pratique du Livre du Thot (Curso teórico y práctico del Libro de Thot). Éste incluía sus reformulaciones de los Arcanos Mayores y Menores, así como la introducción de los elementos y la astrología. No existe evidencia alguna que apoye la noción de que el tarot proceda de un linaje egipcio. Etteilla fundó una sociedad de Tarot, Société des Interprètes du Livre de Thot (Sociedad de los intérpretes del Libro de Thot), y murió en 1791, a los 53 años.